# Liste des œuvres de Jeanne Leleu

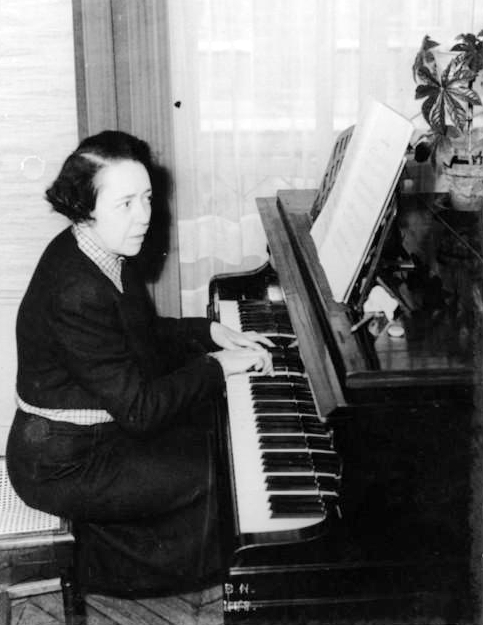
Jeanne Leleu au piano.

Cette liste regroupe les œuvres de Jeanne Leleu telles que recensées dans l'ouvrage de la musicologue Carole Bertho-Woolliams consacré aux compositrices lauréates du Prix de Rome, publié en 2019.

## Liste des œuvres
| Titre                                  | Date      | Formation                          | Édition                | Notes                                                                                               |
| -------------------------------------- | --------- | ---------------------------------- | ---------------------- | --------------------------------------------------------------------------------------------------- |
| Une Suite                              | 1920      | piano                              |                        | bouquet de mélodies pour piano d'après Le roi Caudaule d'Alfred Bruneau                             |
| Joli bâton                             | 1922      | mezzo (ou baryton) et piano        | Choudens               | mélodie                                                                                             |
| Quatuor                                | 1922      | piano et cordes                    |                        | |
| Le Repos en Égypte                     | 1923      | chœur et piano                     |                        | concours de Rome                                                                                    |
| Béatrix                                | 1923      | voix et orchestre ou piano         | Choudens (1924)        | cantate du Prix de Rome                                                                             |
| Hymne au Soleil                        | 1923      | 4 voix mixtes et piano             | Hamelle (1924)         | |
| Iriam                                  | 1923      | piano                              | Choudens (1924)        | conte persan en trois actes et quatre tableaux ; fantaisie, musique de Marc Delmas                  |
| Il Bacio                               | 1924      | chant et piano                     |                        | |
| Le Grand Mogol                         | 1924      | piano à quatre mains               | Choudens (1924)        | opéra-comique, fantaisie, musique d'Edmond Audran                                                   |
| Six sonnets de Michel-Ange             | 1924      | chant et orchestre ou piano        | Heugel (1925)          | |
| Lohengrin                              | 1924      | piano                              | Choudens (1924)        | bouquet de mélodies d'après l'opéra de Richard Wagner                                               |
| La Plus forte                          | 1924      | piano                              | Choudens               | bouquet de mélodies sur une musique de Xavier Leroux                                                |
| La Poupée                              | 1924      | piano à quatre mains               | Choudens (1924)        | fantaisie, transcription, musique d'Edmond Audran                                                   |
| Petite suite                           | 1924      | piano                              | Durand (1924)          | arrangement pour piano, musique d'Henri Büsser                                                      |
| Mârouf                                 | 1924      | petit orchestre                    | Choudens (1925)        | fantaisie, transcription, musique d'Henri Rabaud                                                    |
| Esquisses italiennes                   | 1926      | orchestre                          | Choudens               | |
| Quatuor                                | 1926      | violon, alto, violoncelle et piano | Heugel                 | |
| Suite symphonique                      | 1926      | instruments à vent et piano        | Leduc (1926)           | |
| Nocturne et Rustique                   | 1927      | orchestre                          |                        | 2 danses                                                                                            |
| Le Cyclope                             | 1928      |                                    |                        | musique de scène                                                                                    |
| En Italie                              | 1928      | piano                              |                        | 10 pièces                                                                                           |
| Par les rues éclatantes                | 1928      | piano                              | Leduc (1928)           | |
| Pochades                               | 1929      | piano                              | Leduc (1929)           | 4 pièces                                                                                            |
| Un peu de tout                         | 1929      | piano                              |                        | 5 petites pièces                                                                                    |
| Le Cortège d'Orphée                    | 1930      | soli, chœur et orchestre           |                        | |
| Transparences                          | 1931      | orchestre                          | Leduc, Choudens (1934) | suite symphonique en trois parties : 1. L'arbre plein de chants 2. Miroir d'eau 3. Étincelles d'été |
| Croquis de théâtre                     | 1932      | orchestre                          |                        | |
| Répertoire moderne de vocalises-études | 1932      | chant et piano                     | Leduc (1932)           | |
| Miroir d'eau                           | 1932      | piano                              | Leduc (1934)           | transcription pour piano d'un mouvement de Transparences                                            |
| Concerto                               | 1937      | piano et orchestre                 |                        | |
| Un Jour d'été                          | 1939      |                                    |                        | ballet en 1 acte et 4 tableaux                                                                      |
| Traits difficiles                      | 1943      |                                    | Leduc (1944)           | tiré d’œuvres symphoniques et dramatiques                                                           |
| Mélodie                                | 1946      | piano                              | Lemoine (1947)         | |
| Femmes                                 | 1947      | orchestre                          |                        | suite pour orchestre en 4 parties                                                                   |
| Nauteos                                | 1947/1957 | orchestre                          | Lemoine                | ballet en 3 actes ; 1re représentation à l'Opéra de Monte-Carlo, 26 avril 1947                      |
| Jardin d'enfants                       | 1948      | piano                              | Lemoine (1980)         | |
| Humour                                 |           |                                    | Philippo (1955)        | |
| Danse nostalgique de Nauteos           |           | saxophone et piano                 | Lemoine (1956)         | |
| Virevoltes                             | 1957      | orchestre                          |                        | suite pour orchestre                                                                                |
| Fronton antique                        | non daté  |                                    |                        | |
| Retraite                               | non daté  | contralto et piano                 |                        | mélodie                                                                                             |